# Federazione Calcistica Viglianese Biellese-Vigliano 1996-1997
Questa voce raccoglie le informazioni riguardanti la Federazione Calcistica Viglianese Biellese-Vigliano nelle competizioni ufficiali della stagione 1996-1997.

## Stagione
Dopo essersi piazzato primo nel girone B, vince il titolo di campione d'Italia dilettanti, battendo l'Astrea nella finale scudetto.

## Risultati

### Campionato Nazionale Dilettanti

#### Poule Scudetto
| Arbitro: | P.Rossi (Forlì) |

|                                 |           |               |
| Comi 15’ Rossi 45’ Giannini 83’ | Marcatori | 88’ Locatelli |

| Arbitro: | Battistella (Conegliano) |

|          |           |           |
| Soave 6’ | Marcatori | 20’ Rossi |

| Arbitro: | Gasparoni (Ancona) |

|               |           |                    |
| Chiappini 14’ | Marcatori | 29’ (aut.) Manfrin |

| Biella 14 giugno 1997 Semifinale - ritorno | Biellese-Vigliano  | 0 – 0 | Viareggio | Stadio Lamarmora\| Arbitro: \| Porretta (Palermo) \| |
| Arbitro:                                   | Porretta (Palermo) |       |           |                                                      |

| Arbitro: | Ponzalli (Firenze) |

|           |           |  |
| Rossi 87’ | Marcatori |  |

| Arbitro: | G.Cavallaro (Legnago) |

|             |           |            |
| Venturi 45’ | Marcatori | 12’ Mazzia |